# Raquel Welch
Raquel Welch (właśc. Jo Raquel Tejada; ur. 5 września 1940 w Chicago, zm. 15 lutego 2023 w Los Angeles) – amerykańska aktorka filmowa pochodzenia boliwijskiego, teatralna, telewizyjna i modelka.
Jej kariera trwała ponad pięć dekad; zagrała w ponad 30 filmach i 50 serialach. Wiele produkcji, w których brała udział, nie odniosło sukcesu, jednak Welch pomimo tego stworzyła na ekranie postacie silnych kobiet, co pomogło jej przełamać schemat tradycyjnego symbolu seksu i uczyniło ją ikoną lat 60. i 70. XX wieku. Jej droga do sławy w połowie lat 60. została częściowo uznana za zakończenie energicznej promocji hollywoodzkiej seksbomby o blond włosach.
W 1975 podczas 32. ceremonii wręczenia Złotych Globów zdobyła Złoty Glob dla najlepszej aktorki w filmie komediowym lub musicalu za rolę Constance de Bonancieux w filmie Trzej muszkieterowie (1973). 8 czerwca 1996 otrzymała własną gwiazdę w Alei Gwiazd w Los Angeles znajdującą się przy 7021 Hollywood Boulevard. W 1995 została uznana przez magazyn „Empire” za jedną ze 100. najseksowniejszych gwiazd w historii kina, „Men’s Health” umieścił jej nazwisko na drugim miejscu rankingu na najgorętszą kobietę wszech czasów, a według magazynu „Playboy” zajęła trzecie miejsce na liście 100 najseksowniejszych gwiazd XX wieku.

## Życiorys

### Wczesne lata
Urodziła się w Chicago w Illinois jako Jo Raquel Tejada i była najstarszym z trojga dzieci. Jej ojciec, Armando Carlos Tejada–Urquizo, urodził się w La Paz i był imigrantem z Boliwii, pracował w lotnictwie jako inżynier, a matka, Josephine Sarah (z domu Hall), urodziła się w Chicago, w rodzinie z Nowej Anglii, z korzeniami w Massachusetts i Maine. Jej kuzynka, Lidia Gueiler Tejada, została pierwszą kobietą–prezydentem Boliwii i drugą niekrólewską głową państwa w obu Amerykach.
W 1942 wraz z rodziną przeniosła się do San Diego w Kalifornii. Dorastała na przedmieściach San Diego w La Jolla z młodszym bratem Jamesem „Jimem” Stanfordem i młodszą siostrą Gayle Carole. Została wychowana w religii prezbiteriańskiej i uczęszczała z matką do Pacific Beach Presbyterian Church w każdą niedzielę.
Będąc dzieckiem pobierała lekcje tańca. W wieku 14 lat zdobyła tytuły piękności dla nastolatek jako Miss Photogenic i Miss Contour. Uczęszczając do La Jolla High School, zdobyła tytuł Miss La Jolla i tytuł Miss San Diego – na targach hrabstwa San Diego. W 1958 zdobyła tytuł „Miss Fairest of the Fair” w hrabstwie San Diego. Ta długa kolejka konkursów piękności ostatecznie doprowadziła do tytułu stanu Maid of California. Jej rodzice rozwiedli się, gdy skończyła szkołę. Po zdobyciu stypendium, rozpoczęła naukę na wydziale aktorskim w San Diego State College. W 1960 dostała pracę jako prezenterka pogody w KFMB, lokalnej stacji telewizyjnej w San Diego.

### Kariera
Początkowo Welch zamierzała przeprowadzić się do Nowego Jorku, ale w 1963 przeniosła się do Los Angeles i zaczęła ubiegać się o role w studiach filmowych. W tym okresie poznała byłego aktora dziecięcego i hollywoodzkiego agenta Patricka Curtisa, który został jej osobistym i biznesowym menedżerem. Opracowali plan przekształcenia Welcha w symbol seksu. Aby uniknąć typowania jako Latynoska, przekonał ją, by używała nazwiska męża.
W 1964 zaczęła grać małe rólki w serialach telewizyjnych: Ożeniłem się z czarownicą (Bewitched), McHale’s Navy i Virginian. W latach 1964–1965 była dziewczyną z billboardu w programie The Hollywood Palace. Była jedną z wielu aktorek, które brały udział w przesłuchaniach do roli Mary Ann Summers w serialu Wyspa Gilligana.
Znalazła się w obsadzie dramatu Dom to nie dom (A House Is Not a Home, 1964) jako dziewczyna na telefon z Shelley Winters i filmu muzycznego Wagabunda (1964) z Elvisem Presleyem. Jej pierwszą większą rolą była postać Jeri, mola książkowego w okularach, która śpiewa „I’m Ready to Groove” w komedii romantycznej Roztańczone lato (A Swingin’ Summer, 1965). W 1965 zdobyła nagrodę Deb Star, a jej zdjęcie ukazało się w magazynie „Life”. Była brana pod uwagę do roli Dominique „Domino” Derval w Operacji Piorun.
Po podpisaniu kontraktu z wytwórnią 20th Century Fox, gwiazdę kina uczyniła z niej rola Cory Peterson, jednego z członków ekipy medycznej, którzy zostają zmniejszeni i wszczepieni w ciało chorego dyplomaty, z misją uratowania jego życia w filmie fantastycznonaukowym Richarda Fleischera Fantastyczna podróż (The Fantastic Voyage, 1966) ze Stephenem Boydem. Podjęła współpracę z Hammer Film Productions w Wielkiej Brytanii, gdzie zagrała postać Loany w filmie przygodowym Milion lat przed naszą erą (One Million Years B.C., 1966), remake’u filmu Milion lat przed naszą erą (1940). Jej jedynym kostiumem było dwuczęściowe bikini ze skóry jelenia. „Chociaż ma w filmie zaledwie 3 linijki tekstu, jej niezwykła figura w futrzanym bikini uczyniła z niej gwiazdę i marzenie milionów młodych fanów kina” - pisano o jej kreacji na łamach „The New York Times”. Plakat z Welch wykorzystano na ścianie więziennej celi w Skazanych na Shawshank. Była brana pod uwagę do ról w filmach: Dolina lalek (Valley of the Dolls, 1967), Alicja już tu nie mieszka (1974), Lenny (1974), Płonący wieżowiec (1974) i Bohaterowie (Heroes, 1977).
W komedii Stanleya Donena Dusza na sprzedaż (Bedazzled, 1967) z udziałem Dudleya Moore’a była wcieleniem spersonifikowanej Nieczystości – Lilian Lust. Odrzucił rolę w Barbarelli (1968), którą ostatecznie zdobyła Jane Fonda. W westernie Andrew V. McLaglena Bandolero! (1968) z Jamesem Stewartem i Deanem Martinem wystąpiła w roli wdowy ranczera zabitego przez członka gangu. Zagrała w dramatach kryminalnych: Największy drań z nich wszystkich (The Biggest Bundle of Them All, 1968) z Vittorio De Sicą i Kobieta w cemencie (Lady in Cement, 1968) u boku Franka Sinatry. W westernie 100 karabinów (100 Rifles, 1969) wcieliła się w postać Sarity, pod wpływem której szeryf Lydecker (Jim Brown) i bandyta Herrera (Burt Reynolds) decydują się pomóc prześladowanym Indianom w walce z meksykańskim rządem; w tym filmie wzięła udział w odważnej scenie seksu z Jimem Brownem.
W adaptacji bestsellerowej powieści Gore’a Vidala Myra Breckinridge (1970), opowiadającej o tytułowym transseksualiście zagrała najbardziej kontrowersyjną rolę w swojej karierze, ale film okazał się klapą. Jej wygląd i sława sprawiły, że „Playboy” nazwał ją „Najbardziej pożądaną kobietą” lat 70. Welch kilkakrotnie występowała na ceremonii rozdania Oscarów w latach 70. ze względu na swoją popularność. Odebrała Oscara dla najlepszej aktorki drugoplanowej w imieniu Goldie Hawn, kiedy Hawn nie mogła być na gali wręczenia nagród. Za kreację Constance de Bonancieux w adaptacji powieści Aleksandra Dumasa w reżyserii Richarda Lestera – Trzej muszkieterowie (The Three Musketeers, 1973) została uhonorowana Złotym Globem. Film, w którym tytułowych protagonistów oraz ich młodego przyjaciela zagrali Oliver Reed, Richard Chamberlain, Frank Finlay i Michael York, zdobył dużą popularność, a rok potem Lester zrealizował jego sequel Czterej muszkieterowie (The Four Musketeers, 1974). W komediodramacie Jamesa Ivory’ego Zwariowane party (The Wild Party, 1975) z Perrym Kingiem zagrała tragiczną kochankę Queenie. W czarnej komedii Petera Yatesa Łapiduchy (Mother, Jugs & Speed, 1976) pojawiła się jako Jennifer „Cycatka”. Gościła w programie rozrywkowym Jima Hensona Muppet Show (1978).
Po tym jak została zwolniona i zastąpiona przez Debrę Winger w Ulicy Nadbrzeżnej wytwórni MGM, złożyła pozew o naruszenie umowy i wygrała odszkodowanie w wysokości 10 mln dolarów. W 1981 trafiła na Broadway w roli Tess Harding w musicalu Kobieta roku. Latem 1982 Welch był jedną z kandydatek rozważanych do roli Alexis Carrington w operze mydlanej ABC Dynastia (Dynasty).
W 1984 wypuściła serię ćwiczeń The Raquel Welch Total Beauty and Fitness Program, które stały się popularne. Rola Emily Bauer, odnoszącej sukcesy psycholog, u której zdiagnozowano stwardnienie zanikowe boczne w telewizyjnym dramacie NBC Prawo do śmierci (Right to Die, 1987) przyniosła jej nominację do Złotego Globu dla najlepszej aktorki w miniserialu lub filmie telewizyjnym. W ekranizacji powieści Judith Krantz Łabędzi śpiew (Torch Song, 1993) z Jackiem Scalią wcieliła się w postać uzależnionej od alkoholu gwiazdy filmowej Pauli Eastman. W komedii Petera Segala Naga broń 33⅓: Ostateczna zniewaga (Naked Gun 33 ⅓: The Final Insult, 1994) pojawiła się epizodycznie w scenie na rozdaniu Oscarów. Za rolę Grace Kosik w komedii Pomysł na interes (Chairman of the Board, 1997) była nominowana do Złotej Maliny jako najgorsza aktorka drugoplanowa. W 1997 powróciła na Broadway w musicalu Blake’a Edwardsa Victor/Victoria, po Julie Andrews i Lizie Minnelli w roli tytułowej Victorii Grant.
Była na wielu okładkach magazynów: „After Dark”, „Playboy”, „Paris Match”, „Lui”, „Film”, „TV Guide”, „Ekran”, „People”, „Stern”, „Vanity Fair”, „Life”, „Cosmopolitan”, „Harper’s Bazaar” i „Vogue”.

## Życie prywatne
8 maja 1959 poślubiła swojego chłopaka ze szkoły średniej, Jamesa Westleya Welcha. Mieli syna Damona Jamesa (ur. 6 listopada 1959) i córkę Latanne „Tahnee” Rene (ur. 26 grudnia 1961). Para rozstała się w 1962 i Welch przeprowadziła się z dwójką dzieci do Dallas w Teksasie, gdzie prowadziła „niepewne życie” jako modelka dla Neiman Marcus Group, Inc. i jako kelnerka. W 1964 doszło do rozwodu. Następnie poznała producenta filmowego Patricka Curtisa, który dostrzegł potencjał Welch i został jej agentem i partnerem. Pobrali się 14 lutego 1967. Z Curtisem rozwiodła się 
6 stycznia 1972. Potem wychodziła za mąż jeszcze dwa razy. Od 5 lipca 1980 do 27 sierpnia 1990 trwało jej małżeństwo z francuskim producentem filmowym André Weinfeldem. Od 17 lipca 1999 do 2004 jej mężem był restaurator Richie Palmer. Po czwartym rozwodzie oznajmiła, że już nie zamierza brać ślubu. Od sierpnia do grudnia 2003 spotykała się z bokserem Garym Stretchem.

### Śmierć

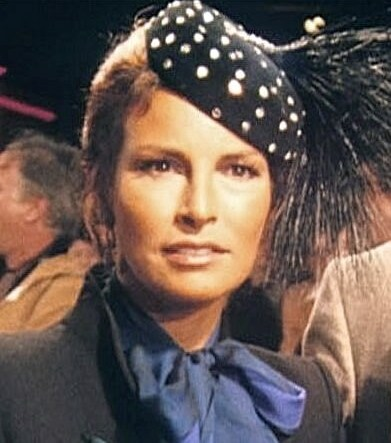
Raquel Welch na premierze filmu Róża (1979)

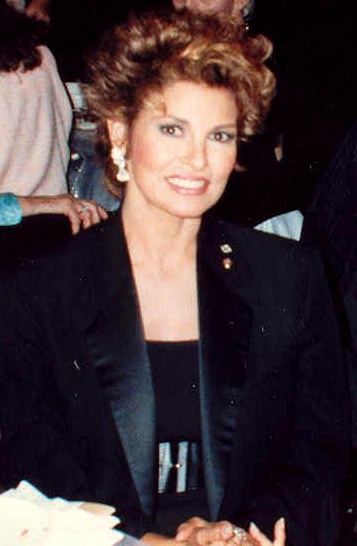
Raquel Welch na uroczystości rozdania 29. Nagród Grammy (1987)

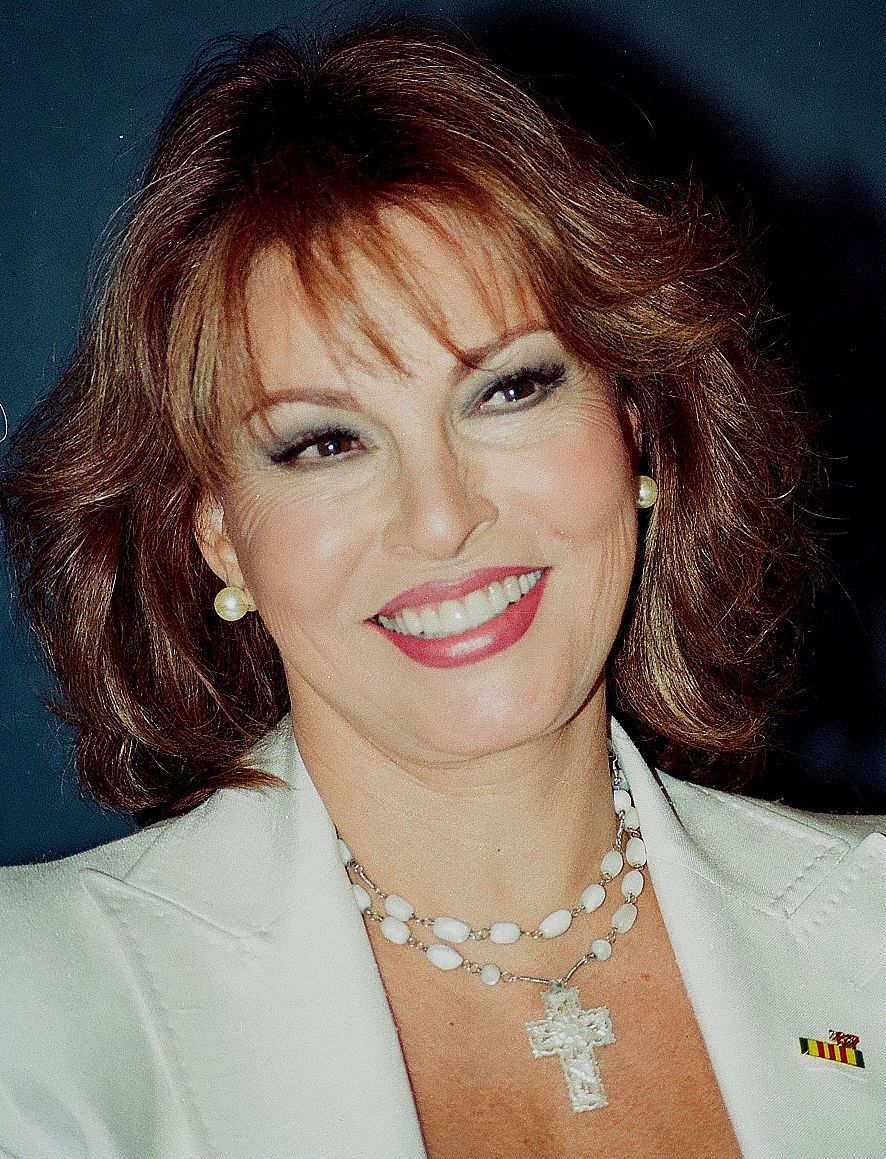
Raquel Welch (2000)

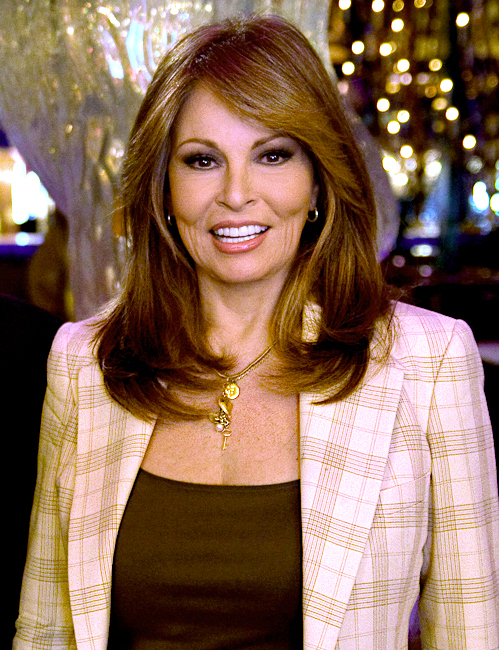
Raquel Welch (2010)

15 lutego 2023 zmarła w swoim domu w Los Angeles po krótkiej chorobie w wieku 82 lat.

## Publikacje
- Raquel Welch: Raquel: The Raquel Welch Total Beauty and Fitness Program. Henry Holt and Company, 1984-10-01. ISBN 978-0-03069-549-0.
- Raquel Welch: Raquel: Beyond the Cleavage. Weinstein Books, 2010-03-29. ISBN 978-1-60286-097-1.

## Filmografia
- 1964 A House Is Not a Home – call girl
- 1964 Wagabunda (Roustabout) – studentka
- 1965 Roztańczone lato (A Swingin’ Summer) – Jeri
- 1966 Wróżki (Le Fate) – Elena
- 1966 Fantastyczna podróż (Fantastic Voyage) – Cora Peterson
- 1966 Milion lat przed naszą erą (One Million Years B.C.) – Loana
- 1966 Mecz (Spara forte, piu forte, non capisco) – Tania Montini
- 1967 Think Twentieth – ona sama
- 1967 Najstarszy zawód świata (Le Plus vieux métier du monde) – Nini
- 1967 Fathom – Fathom Harvill
- 1967 Dusza na sprzedaż (Bedazzled) – Lilian Lust
- 1968 Największy drań z nich wszystkich (Biggest Bundle of Them All, The) – Juliana
- 1968 Bandolero! – Maria Stoner
- 1968 Kobieta w cemencie (Lady in Cement) – Kit Forrest
- 1969 100 karabinów (100 Rifles) – Sarita
- 1969 Flareup – Michele
- 1969 The Magic Christian – kapłanka
- 1970 Ukochany (The Beloved) – Elena
- 1970 Myra Breckinridge – Myra Breckinridge
- 1971 Hannie Caulder – Hannie Caulder
- 1972 Sinobrody (Bluebeard) – Magdalena
- 1972 Policjanci (Fuzz) – Eileen McHenry
- 1972 Kansas City Bomber – K.C. Carr
- 1973 The Last of Sheila – Alice
- 1973 Trzej muszkieterowie (The Three Musketeers) – Constance de Bonacieux
- 1974 Czterej muszkieterowie (The Four Musketeers) – Constance de Bonacieux
- 1975 Zwariowane party (The Wild Party) – Queenie
- 1976 Łapiduchy (Mother, Jugs & Speed) – Jugs (Jennifer)
- 1977 Dubler (L' Animal) – Jane Gardner
- 1978 Książę i żebrak (Crossed Swords) – Edith
- 1979 Muppety jadą do Hollywood (The Muppets Go Hollywood)
- 1982 The Legend of Walks Far Woman – Krocząca Kobieta
- 1987 Prawo do śmierci (Right to Die) – Emily Bauer
- 1988 Kłopoty w raju (Trouble in Paradise) – Rachel
- 1988 Skandal w małym miasteczku (Scandal in a Small Town) – Letabeth Vincent
- 1993 Łabędzi śpiew (Torch Song) – Paula Eastman
- 1993 Detektyw krwi (Tainted Blood) – Elizabeth Hayes
- 1993 Hollyrock-a-Bye Baby – Sally Millstone (głos)
- 1993–1997 – Nowe Przygody Supermana (Lois & Clark – New Adventures of Superman) – Diana Stride (1995)
- 1994 Naga broń 33⅓: Ostateczna zniewaga (The Naked Gun 33⅓: The Final Insult) – ona sama
- 1995 Central Park West – Dianna Brock Rush
- 1995–1996 – Central Park West – Dianna Brock Rush (1996)
- 1996−2003 – Sabrina, nastoletnia czarownica (Sabrina, the Teenage Witch) – Vesta Spellman (1996)
- 1996–2002 – Spin City – matka Paula Lassitera (1997; 1998; 2000)
- 1998 Folle d'elle – Jacqueline
- 1998 Chairman of the Board – Grace Kosik
- 2001 Legalna blondynka (Legally Blonde) – pani Windham Vandermark
- 2001 Tortilla Soup – Hortensia
- 2002 Rodzina, ach rodzina (American Family) – ciotka Dora
- 2004 8 prostych zasad (8 Simple Rules) – Jackie
- 2006 4 miliony do szczęścia (Forget about it) – Christine DeLee
- 2008 Welcome to the Capitan – Charlene van Ark vel Ness
- 2012 CSI: Kryminalne zagadki Miami (CSI: Miami) – Vina Navarro
- 2014: House of Versace – ciotka Lucia